# بولتون (ماساچوست)
بولتون (به انگلیسی: Bolton) شهرکی در شهرستان ورچستر ایالت ماساچوست می‌باشد که در سال ۱۷۳۸ بنیان‌گذاری شده‌است. این شهرک در سرشماری سال ۲۰۱۰ میلادی، ۴٬۸۹۷ نفر جمعیت داشته‌است.